# Cartmanlandia (episodio de South Park)
«Cartmanlandia» es el episodio 71 de South Park, serie animada de Comedy Central. Fue originalmente estrenado el 25 de julio de 2001.

## Argumento
Luego de la muerte de su abuela, Cartman hereda $1.000.000. Fascinado, hace una oferta para comprar un parque de diversiones, y así tener lo que siempre deseó: un parque para él solo donde no tuviera que hacer largas colas para subir a las atracciones. Al mismo tiempo, a Kyle le sale una hemorroide, lo cual, junto con la fortuna de Cartman, provoca que pierda su fe en Dios. Luego de que un comercial sobre el parque de Cartman apareciera en televisión (en el que se avisaba que a nadie se le permitía la entrada, cosa que los analistas consideraron “la brillante técnica de marketing `tú no puedes venir`”), Kyle y Stan intentan entrar al parque. Desafortunadamente Kyle revienta su hemorroide en la valla de alambre de púas, infectando la llaga y provocando casi su muerte, por lo que debe ir al hospital.
Cartman inicialmente disfruta su parque, pero luego del incidente con Stan y Kyle, decide contratar a un guardia de seguridad. Para pagarlo permite que dos personas al día entren al parque. Sin embargo, más gastos comienzan a acumularse: atracciones rotas, dulces, agua, electricidad, etc, haciendo que para cubrir los gastos Cartman deba dejar entrar, primero a cientos, y luego a miles de personas. Furioso porque el parque está lleno, se lo vuelve a vender a su dueño original. Sin embargo, el dinero que recibe es usado para pagarle al IRS y a los padres de Kenny que habían demandado al parque por su muerte en una de las montañas rusas. El termina debiendo además $13 000 que no puede pagar, por lo que trata de comprar de nuevo el parque, pero el dueño se niega a vendérselo dado su increíble éxito. Mientras, en el hospital, los doctores informan que Kyle no está combatiendo la hemorroide y que ha perdido el deseo de vivir. Durante este tiempo un programa llamado Money Quest aparece en televisión alabando el éxito de Cartman, provocando que Kyle caiga en coma. Los médicos le dicen a sus padres queya no hay nada que ellos puedan hacer. En ese momento Stan llega a ver a Kyle para decirle que Cartman había perdido todo su dinero, y ordena a los doctores que lo lleven al parque, donde ven que Cartman es profundamente desgraciado; incluso más de lo que era antes de haber adquirido el parque. Observando esto, Kyle recobra su fe y su deseo de vivir, y se recupera de su enfermedad casi instantáneamente, dándose cuenta de que hay un Dios que los cuida después de todo.

## Muerte  de  Kenny
Cuando Kenny se encuentra en una Montaña Rusa, un tubo grande atraviesa su cabeza.

## Curiosidades
Cuando el IRS le dice a Cartman que los padres de un niño lo demandaron por su muerte (o sea, los de Kenny), él responde “¿Quién, Kenny? ¡Pero si él siempre muere!”, dando a entender que podría recordar alguna de sus muertes anteriores.

## Producción
En el comentario del DVD de este episodio
Parker y Stone lo destacaron como otro ejemplo (después de "Scott Tenorman debe morir") de como el programa cambió su estilo hacia ideas simples que consistían en una trama principal, sin subtramas, y en donde no intentan hacer demasiadas cosas a la vez. Parker menciona que ellos casi no hicieron el episodio ya que pensaron que era muy "fácil y básico", y que también la historia de Cartman heredando un millón de dólares y comprando un parque de diversiones era un cliché. Sin embargo, a mitad del rodaje no tenían otras historias, así que decidieron seguir con la idea. Parker dijo además, que mientras hacían el episodio se dieron cuenta de que estaba lleno de escenas divertidas y originales. Eventualmente el episodio se convirtió en uno de los favoritos de los creadores - en el comentario de "Super Best Friends" Parker se refiere a él como un gran episodio.